# Mónica del Carmen
Mónica Carmen Martínez Ruiz (Miahuatlán de Porfirio Díaz, 24 de maio de 1982) é uma atriz mexicana. Ela ficou conhecida internacionalmente por seu papel principal no filme Ano Bissexto (2010) de Michael Rowe.

## Biografia
Mónica del Carmen nasceu na cidade de Miahuatlán, Oaxaca. Aos quatorze anos mudou-se então para a cidade de Oaxaca de Juárez, onde decidiu se dedicar ao teatro. Estudou atuação, no período 2000-2004, no Instituto Nacional de Belas Artes. Sua carreira de ator se destaca por atuações em produções de alto teor social e crítica aos sistemas de opressão: desde o início como atriz, esteve envolvido com diversas causas sociais, como direitos LGBT, direito ao aborto e prevenção da infecção pelo HIV. Em 2010, estrelou o filme Ano Bissexto, do diretor australiano-mexicano Michael Rowe. O longa-metragem ganhou o prêmio Camera d'Or, na 63ª edição do Festival de Cinema de Cannes.

## Filmografia
- 2006 - La última mirada
- 2006 - Babel
- 2010 - Año bisiesto
- 2010 - La pantera negra
- 2011 - La leyenda de la Llorona
- 2012 - Después de Lucía
- 2015 - 600 millas
- 2016 - A los ojos
- 2017 - Las hijas de Abril
- 2020 - Nuevo orden
- 2021 - Una película de policías